# Mediale Integration
Der Begriff mediale Integration bezeichnet die Rolle der Massenmedien bei der Integration von ethnischen Minderheiten in die Mehrheitsgesellschaft – in die medial hergestellte Öffentlichkeit und in das Mediensystem (Medienproduktion). Der Terminus wurde von dem deutschen Soziologen Rainer Geißler im Zuge des Projekts „Mediale Integration von ethnischen Minderheiten in Deutschland, den USA und Kanada“ der Deutschen Forschungsgemeinschaft in den wissenschaftlichen Diskurs eingeführt und ist bisher in zahlreichen Publikationen, auf Podiumsdiskussionen und wissenschaftlichen Konferenzen diskutiert worden.

## Ausgangslage
Der Wandel von ethnisch relativ homogenen zu ethnisch vielfältigen Gesellschaften ist ein Kennzeichen von Internationalisierung, Globalisierung und Modernisierung. Die hochentwickelten Industrienationen der nordwestlichen Hemisphäre weisen eine geringe Geburtenrate der ansässigen Bevölkerung und einen dadurch bedingten Zuwanderungsbedarf auf. Im Laufe der Zeit haben sich viele europäische Staaten zu Einwanderungsländern entwickelt und müssen die Herausforderung der sozialen Integration von Einwanderern bewältigen.
Durch Immigration haben sich im Laufe der Zeit auch die Mediensysteme in Nationalstaaten verändert. Neben den dominanten Mainstreammedien der Mehrheitsgesellschaft produzieren ethnische Gruppen ihre eigenen Medien, so genannte Ethnomedien – oftmals in ihrer Muttersprache oder zweisprachig. Diese Entwicklung führt zu einer Ausdifferenzierung der Öffentlichkeit in eine ethnisch vielfältige Öffentlichkeit. Neben der Mehrheitsöffentlichkeit existieren immer mehr kleinere ethnische Teilöffentlichkeiten.
Rainer Geißler befasst sich seit Jahren intensiv mit der Rolle der Massenmedien im Integrationsprozess von Einwanderern und hat deren Funktionen in dem Modell der medialen Integration dargestellt.

## Typologie
Nach Geißler gibt es drei Formen der medialen Integration von ethnischen Minderheiten
1. Mediale Segregation bedeutet, dass Mitglieder ethnischer Gruppen vor allem Ethnomedien oder Medien aus ihrer Heimat (Auslandsmedien) rezipieren und dass sich dadurch Teilöffentlichkeiten herausbilden, die kaum die Medien der Mehrheitsgesellschaft nutzen. Die Auslandsmedien informieren die Mitglieder der ethnischen Gruppen über die Neuigkeiten aus der Heimat und nur wenig über die Mehrheitsgesellschaft. Im Extremfall erhalten die zugewanderten Menschen keine Orientierung zur Bewältigung von Integrationsproblemen in der Aufnahmegesellschaft. Mehrheiten und Minderheiten sind durch ihre Mediennutzung voneinander abgeschieden. Diese Situation wird auch als „Medienghetto“[3] bezeichnet.
2. Assimilative mediale Integration bedeutet, dass ethnische Minderheiten institutionell im Mediensystem zwar integriert sind, indem sie Funktionen in den Medienbetrieben der Mehrheitsmedien übernehmen, wie z. B. als Journalisten, Reporter, Moderatoren, Verleger, aber nicht in der Lage sind, ihre ethnospezifischen Probleme und Interessen in den Diskurs einzubringen. Sie haben sich an die Medienkultur des Aufnahmelandes völlig angepasst. Ethnische Teilöffentlichkeiten existieren nicht.
3. Interkulturelle mediale Integration beschreibt den Mittelweg zwischen der medialen Segregation und dem assimilativen Modell. Mehrheiten und Minderheiten sind durch die interkulturelle Kommunikation miteinander verzahnt. Das bedeutet für die Medienproduktion, Medieninhalte und Mediennutzung Folgendes:

- Medienproduktion: Die ethnischen Gruppen sind möglichst proportional in den Redaktionen der Mehrheitsmedien vertreten und sind kulturell nicht völlig angepasst. Sie vertreten die Interessen, Perspektiven und Sichtweisen ihrer ethnischen Gruppe. Sie wirken dabei aktiv an der pluralistisch-demokratischen Öffentlichkeit mit. Ethnomedien bringen in die pluralistische Medienlandschaft die Ethnodimension ein, die neben anderen Dimensionen wie Geschlecht, Religion, Alter oder Interessen gleichberechtigt akzeptiert wird.
- Medieninhalte: Die Darstellung von ethnischen Minderheiten orientiert sich in den Mehrheitsmedien an dem Bewusstsein, dass die Mehrheitsgesellschaft und ethnische Gruppen aufeinander angewiesen sind. Sie verdeutlichen die Notwendigkeit von Zuwanderung und den Nutzen der Immigranten für die gesellschaftliche Entwicklung. Gleichzeitig betonen sie die Notwendigkeit der sozialstrukturellen und interkulturellen Integration. Sie bemühen sich um eine diskriminierungsfreie Sprache und lassen die ethnischen Gruppen zu Wort kommen, um ihre Probleme und Anliegen zu berücksichtigen. Ethnomedien informieren über die spezifische Situation und die Probleme der ethnischen Gruppe im Aufnahmeland. Sie werden als notwendige Ergänzung zu den Mainstreammedien betrachtet, die diese spezielle Funktion nicht wahrnehmen können.
- Mediennutzung: Die angemessene Präsentation von ethnischen Gruppen gewährleistet die interkulturelle Kommunikation in den Mehrheitsmedien. Einwanderer sollten auch die Medien der Mehrheitsgesellschaft nutzen. Die Ethnomedien können nicht alleine umfassend über die Geschehnisse in der Aufnahmegesellschaft informieren.

## Hindernisse
Im deutschsprachigen Raum zeigen die wissenschaftlichen Befunde folgende Barrieren bei der medialen Integration von ethnischen Gruppen:
- Negativ verzerrte, stereotype Berichterstattung über ethnische Minderheiten: Empirische Studien[4][5][6] zeigen, dass Migranten meist als Problem und Bedrohung für die Mehrheitsgesellschaft dargestellt werden – in Zusammenhang mit Kriminalität, wachsenden Sozialkosten, mit dem (illegalen) Beziehen von Sozialleistungen, mit Arbeitsplatzproblematik, mit religiösen bzw. kulturellen Konflikten, mit Sprachdefiziten und Bildungsproblemen, mit Auseinandersetzungen in Wohnbauten. Immer wieder würden Metaphern der Bedrohung wie "Flut", "Sturm", "Welle" oder "Lawine" verwendet und Stereotype bedient[7]. Die Ursache dafür liegt vor allem in dem Streben von Medienbetrieben durch ihre Berichte möglichst viel Aufmerksamkeit zu gewinnen. Die konflikthaften, krisenhaften und negativen Ereignisse rücken in den Vordergrund und begünstigen die negative Darstellung der Immigranten. Diese Tatsachen ist der differenzierten und aufklärenden Darstellung der komplexen Einwanderungsthematik eher hinderlich. Zudem fehlt es im Journalismus im deutschsprachigen Raum an einer profunden Ausbildung zum Thema Diversitykompetenz[8], oft an der nötigen Zeit für eine genaue und umfassende Recherche sowie an den Kontakten zu den einzelnen ethnischen Gruppen. Das führt zu unausgewogenen Berichten, in denen Mitglieder der Mehrheitsgesellschaft oft über die Minderheiten berichten, ohne dass diese selber zu Wort kommen[9]. Die Kommunikationsforschung konzentrierte sich bislang vor allem auf die Erforschung der Darstellung von Einwanderern in den Nachrichten der Mehrheitsmedien. Einige Wissenschaftler, wie Sabine Schiffer[10] und Andreas Dörner[11], sind jedoch der Meinung, dass sich die mediale Integration von Immigranten vor allem über die Unterhaltungsformate vollzieht.

- Fehlende ethnische Diversität in den Medienbetrieben: Der Anteil von Journalisten mit Migrationshintergrund (Stand: 2010) liegt in Österreich bei 0,5 Prozent[12], in Deutschland ist er 1 Prozent[13], in der Schweiz bei etwa 5 Prozent[14]. Während Corporate Social Responsibility, Diversity Management oder Gender-Mainstreaming in medienfernen Wirtschaftsbranchen längst wesentliche Themen sind, gibt es dazu in den meisten Medienbetrieben im deutschsprachigen Raum nicht einmal ein Lippenbekenntnis.[15] Anders ist die Situation in den USA: Dort hat sich der Verband der amerikanischen Zeitungsherausgeber (The American Society of News Editor[16]) im Jahr 1978 auf eine freiwillige Migrantenquote in den Medienbetrieben geeinigt. Die ASNE-Umfrage zur Beschäftigungsvielfalt in Newsrooms (früher bekannt als „Newsroom Employment Census“), die sogenannte Newsroom Diversity Survey[17], wird jährlich erhoben, um die innerbetriebliche Diversität in den amerikanischen Medienbetrieben sichtbar zu machen. Der Staat fördert Ausbildungsmöglichkeiten für Journalisten von ethnischen Minderheiten (minority journalists). Als Ausbildungsstätten besonders bekannt sind das Robert C. Maynard Institute for Journalism Education[18] und die John S.and James L. Knight Foundation[19].

- Sprachbarrieren: Für die Arbeit in Redaktionen sind ausgezeichnete Kenntnisse der Sprache in Wort und Schrift vonnöten. Wissenschaftliche Studien zeigen, dass Menschen mit Migrationshintergrund oft der Mut für eine Bewerbung in der Medienbranche fehlt. Zudem suchen die Personalabteilungen von Mainstreammedien wenig engagiert nach mehrsprachigem Personal mit interkulturellen Kompetenzen[20].

## Organisationen
Folgende Organisationen setzen sich für eine Verbesserung der medialen Integration von ethnischen Minderheiten ein:
- M-MEDIA, Verein zur Förderung interkultureller Medienarbeit (gegründet durch Simon Inou)
- Media Diversity Institute
- Forum on Media Diversity
- British Council
- CIVIS Medienstiftung für Integration und kulturelle Vielfalt in Europa
- Neue deutsche Medienmacher*innen e. V.
- Voix d’Exils, Schweiz

## Forschungsgruppen
Folgende Forschungsgruppen befassen sich mit dem Themenbereich "Immigration, Medien und mediale Integration":
- Migra-Nord, Nordic Research Network for Media, Migration and Society

## Diversity Toolkit
Die Agentur der Europäischen Union für Grundrechte und die European Broadcasting Union haben im Jahr 2008 für Medienschaffende einen Diversity-Toolkit for Media – Englisch entwickelt, um unter anderen die angemessene und diskriminierungsfreie Darstellung von ethnischen Minderheiten zu fördern.